# Das Bildnis des Dorian Gray

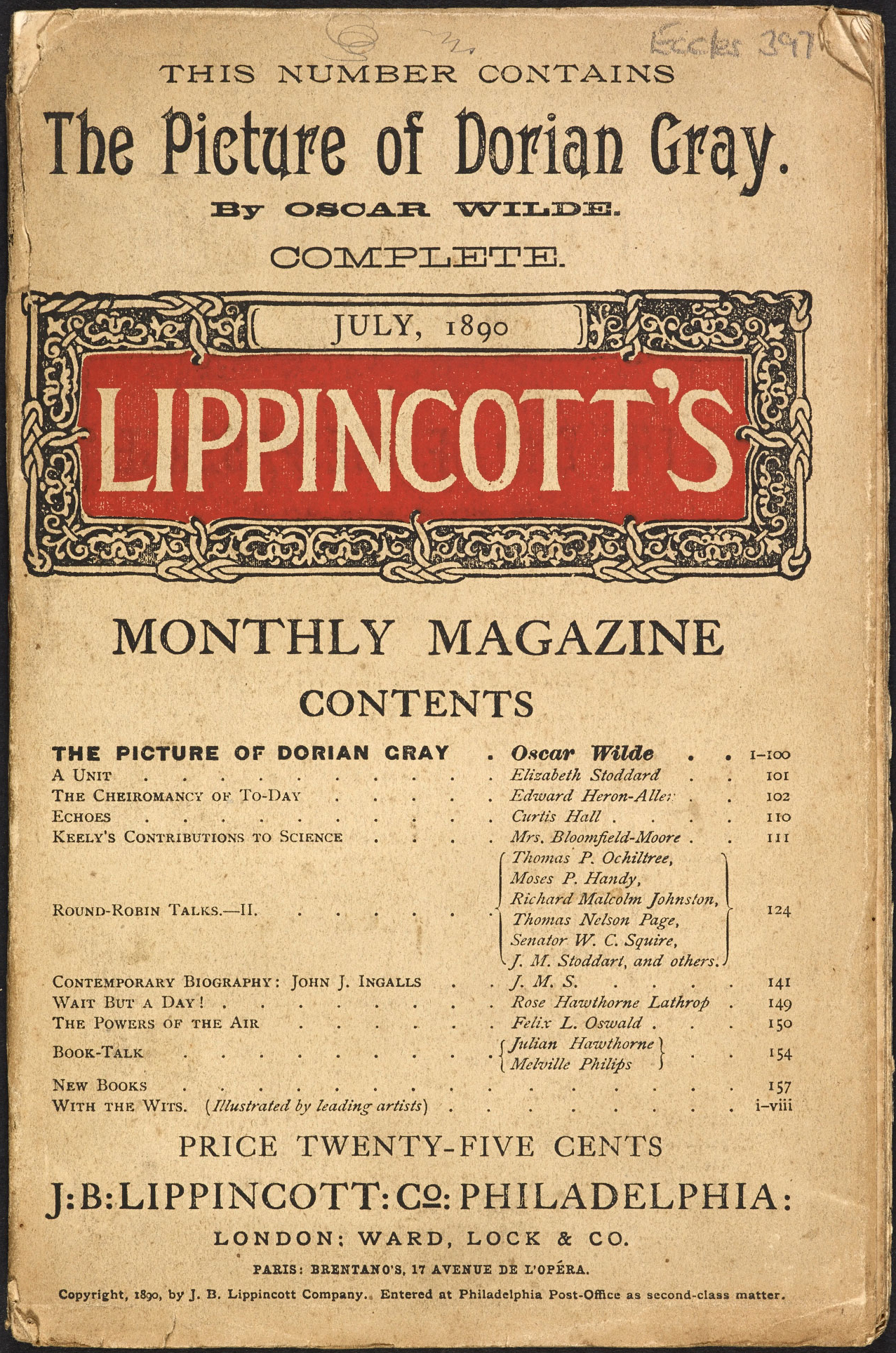
Lippincott’s Monthly Magazine mit der Erstfassung des Romans

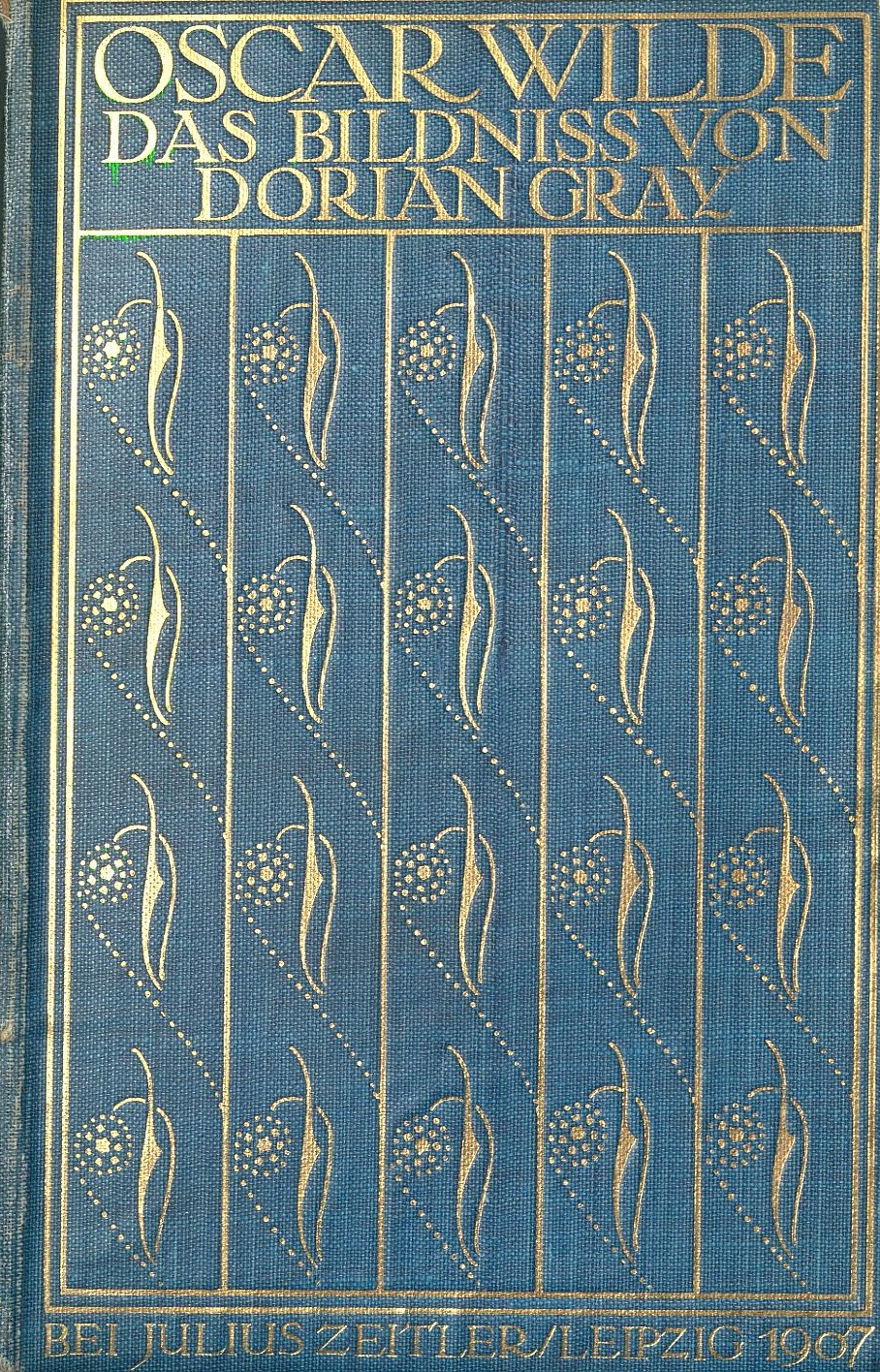
Deutsche Übersetzung von 1907

Das Bildnis des Dorian Gray (Originaltitel: The Picture of Dorian Gray) ist der einzige Roman des irischen Schriftstellers Oscar Wilde. Eine erste Fassung erschien 1890 in Lippincott’s Monthly Magazine aus Philadelphia, 1891 wurde bei dem Londoner Verlag Ward, Lock and Co. die heute bekannte, überarbeitete und erweiterte Fassung in Buchform veröffentlicht. Der seinerzeit als anrüchig geltende Roman war auch Gegenstand des Unzuchtprozesses gegen Wilde.
Die Hauptfigur, der reiche und schöne Dorian Gray, besitzt ein Porträt, das statt seiner altert und in das sich die Spuren seiner Sünden einschreiben. Während Gray immer maßloser und grausamer wird, bleibt sein Äußeres hingegen dennoch jung und makellos schön.
Der Roman gilt als Oscar Wildes Prosahauptwerk. Themen sind die Moralität von Sinnlichkeit und Hedonismus im Viktorianismus und die Dekadenz der englischen Oberschicht. Außerdem lassen sich die Handlung und die eingearbeiteten Kunstbemerkungen sowohl als Proklamation wie auch als Kritik des Ästhetizismus lesen, einer literarischen Strömung des Fin de Siècle.

## Handlung
Die Handlung setzt mit einem Gespräch zweier junger Männer ein, Lord Henry Wotton (genannt Lord Henry oder Harry), eines gebildeten Dandys, und des erfolgreichen Malers Basil Hallward. Ort des Geschehens ist Basils Atelier, das sich in einen Garten öffnet. Es geht um Kunst und Selbstinszenierung.
Hallwards im Atelier aufgestelltes Ganzkörper-Porträt des schönen, jungen Dorian Gray rührt Lord Henrys Neugier, so dass Hallward von seiner ersten, ergreifenden Begegnung mit dem jungen Mann zu erzählen beginnt, die ihn an „den Rand einer Lebenskrise“ gebracht habe. Dorian Gray verleite ihn zu einer „neuen Kunstrichtung, die alle Leidenschaft der romantischen, alle Vollkommenheit des griechischen Geistes in sich einschließen soll“. Es gehe in der Kunst jedoch um „abstrakte Schönheit“, nicht um „Autobiographie“, weshalb er sich weigert, das Porträt auszustellen – für ihn trägt es zu sichtbar die Spuren seiner eigenen „künstlerischen Vergötterung“ Dorian Grays. Basil hat Vorbehalte, Dorian seinem Freund vorzustellen, da er einen negativen Einfluss Henrys auf den jungen Mann befürchtet.
Lord Henry lernt Dorian Gray kennen, der für Basil Modell steht. Wottons Ausführungen über die Selbstentfaltung des Menschen – ohne Furcht vor moralischen Vorstellungen – für einen „neuen Hedonismus“ und über den körperlichen Verfall lösen in Dorian tiefe Bewegung aus. In Anspielung auf den Narziss-Mythos sieht Dorian nun zum ersten Mal sein Porträt, und „das Bewusstsein seiner eigenen Schönheit“ überkommt ihn „wie eine Offenbarung“. Zugleich halluziniert er den Verfall seiner Schönheit und empfindet Eifersucht auf das Bild. Deshalb wünscht er sich sehnlichst, sein Porträt möge an seiner Stelle altern. Basil bietet an, es zu zerstören, doch Dorian hindert ihn daran.
Lord Henry wird sich der Macht bewusst, die er über den jungen, „unbefleckten“ Dorian ausübt, und beschließt, ihn nach seinem eigenen Vorbild wie ein Kunstwerk zu formen.
Von persönlichem Interesse bewegt, besucht Lord Henry seinen Onkel Lord Fermor, einen zurückgezogen lebenden, alten Junggesellen und snobistischen Adligen, wie ihn „nur England hatte hervorbringen können“, um aus dessen Kenntnissen über Familienangelegenheiten der britischen Aristokratie Details über Dorian Grays Herkunft zu erfahren.
Eine Einladung Lord Henrys zur Tischgesellschaft bei seiner Tante Lady Agatha nimmt Wilde zum Anlass, die verschiedenen Typen der englischen Oberschicht zu karikieren. Wotton selbst brilliert mit seinen Ideen, verführt sich und die Anwesenden zu einem Rausch schwindelerregender Aphorismen und Paradoxien.
Beim Besuch einer Aufführung von Shakespeares Romeo und Julia an einem kleinen, drittklassigen Theater verliebt sich Dorian Gray in die scheinbar talentierte 17-jährige Schauspielerin Sibyl Vane. Er erzählt Lord Henry von seiner Verliebtheit, was diesen jedoch nur zu zynischen Bemerkungen veranlasst. Kurze Zeit später meldet Dorian schon seine Verlobung.
Der Theaterdirektor Mr. Isaacs, mit dem sie einen Vertrag unterschrieben hat, wird von Dorian Gray im vierten Kapitel als „scheußlicher“ Jude beschrieben, was oft als antisemitisch gedeutet wurde, aber auch als Klischee verstanden werden kann.

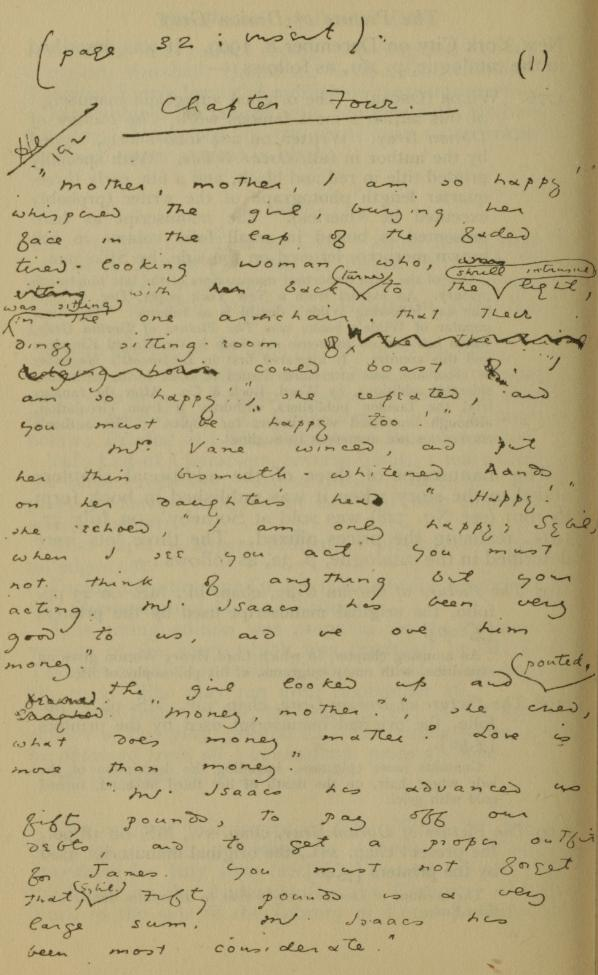
Wildes Manuskript des vierten Kapitels

Sibyl berichtet ihrer Mutter und ihrem Bruder James Vane von der Verlobung mit ihrem „Märchenprinzen“. Beide sind nicht begeistert; ihr 16-jähriger Bruder, der sich im Begriff befindet, nach Australien zu reisen, schwört Blutrache, falls Dorian ihr „Unrecht“ antue. Sibyls Mutter wird als alternde Schauspielerin dargestellt, der das Theatralische in Fleisch und Blut übergegangen ist. Sibyl selbst lebt in Geschichten aus Kitschromanen; die Zukunft, die sie für ihren Bruder ausmalt, ist eine Collage aus Piraten-, Abenteuer- und Schäfergeschichten.
Lord Henry berichtet Basil von Dorians Verlobung. Basil wird durch diese Entwicklung verletzt, weil sie ihm Dorian entfremdet. Dorian Gray tritt hinzu, berichtet von Sibyls letztem Auftritt in „Knabenkleidern“ und vergleicht sie mit den Statuetten in Basils Atelier. Er ist fasziniert davon, nicht eine gewöhnliche Frau zu besitzen, sondern eine, die es ihm ermöglicht, die berühmten Theaterheldinnen zu küssen: „Lippen, die Shakespeare das Sprechen lehrte, haben mir ihr Geheimnis ins Ohr geflüstert. Rosalindens Arme umschlangen mich, und Julia küsste ich auf den Mund.“ Er schwört, aus Sibyl eine berühmte Schauspielerin zu machen und sie von ihrem Vertrag freizukaufen.
Ein Theaterbesuch von Dorian, Lord Henry und Basil, bei dem sie Sibyl auf der Bühne sehen sollen, wird zur Enttäuschung: Sibyl entpuppt sich plötzlich als so schlechte Schauspielerin, dass das Publikum den Saal vorzeitig verlässt. Dorian stellt sie hinter der Bühne zur Rede; sie gesteht, dass sie nun nicht mehr spielen könne, weil sie bisher nur Theaterrollen gekannt und diese für das wahre Leben gehalten habe: „Die gemalten Kulissen waren meine Welt. Ich kannte nichts als Schatten, und hielt sie für etwas Wirkliches. (…) Du lehrtest mich, was die Wirklichkeit wirklich ist.“ Dorian weist sie brüsk zurück und flieht.
Als er nach durchwachter Nacht in seiner herrschaftlichen Wohnung ankommt, bemerkt er die erste Spur der Veränderung auf seinem Porträt. Er reagiert bestürzt auf den Zug von Grausamkeit, den er in dem Gemälde erkennt. Das Bild, begreift er, „barg das Geheimnis seines Lebens und erzählte seine Geschichte“. Er beschließt, seinen Fehler rückgängig zu machen und Sibyl zu heiraten.
Später am Tag teilt ihm jedoch Lord Henry mit, dass Sibyl sich noch in der Nacht mit Blausäure oder Bleiweiß umgebracht habe. (Ihr Freitod wird so mit den Farben der Unschuld, Reinheit, Harmonie und Ruhe in Verbindung gebracht.) Dorian ist nur kurz entsetzt, dann urteilt er, sie sei „entsetzlich pathetisch“ gewesen und „hatte kein Recht, sich zu töten. Es war selbstsüchtig von ihr“. Er findet Gefallen an der, wie er sagt, „schrecklichen Schönheit einer griechischen Tragödie“. Noch für den gleichen Abend verabredet er sich mit Henry zu einem Opernbesuch.
Das Porträt wird für Dorian zu einem „Zauberspiegel“, der ihm seine Seele offenbaren soll. Auch wenn er zunächst über physische Ursachen der Veränderungen spekuliert, ist er sich schließlich doch gewiss, dass sein intensives „Gebet“ in Basil Hallwards Atelier den magischen Tausch ausgelöst haben muss.
Basil Hallward ist entsetzt über Dorians Gleichgültigkeit. Als er das Gemälde noch einmal sehen will, verweigert ihm Dorian den Zugang, selbst als Basil ihm seine tiefe persönliche Abhängigkeit gesteht. Basil selbst ist jedoch inzwischen zu einem anderen Kunstverständnis gekommen: „Form und Farbe erzählen uns von Form und Farbe – das ist alles. Oft scheint mir, die Kunst verbirgt den Künstler weit mehr, als sie ihn jemals offenbart.“
Dorian plant nun, das Bild zu verstecken, dessen zukünftiger Verfall ihm plastisch vor Augen steht. Er verhüllt es und lässt es in sein ehemaliges Kinderzimmer unter dem Dach tragen, auch wenn ihm der Kontrast zur „makellosen Reinheit seines Knabenlebens“ entsetzlich erscheint.
Derweil intensiviert sich Lord Henrys Einfluss auf Dorian: Ein symbolistischer „französischer Roman“ (oft als Anspielung auf Huysmans’ Gegen den Strich gedeutet), das sogenannte Yellow Book wirkt auf Dorian „betörend“, „zersetzend“, „vergiftend“, „den Verstand umnebelnd“ – die „Krankheit des Träumens“ ergreift ihn und bestimmt sein künftiges Leben. Er schafft sich neun Erstausgaben an, jede davon in einer anderen Farbe gebunden.
Dorian lebt in den kommenden Jahren skrupellos seine Selbstentfaltung aus – wie es ihm Lord Henry empfohlen hat. Regelmäßig vergleicht er die sich zum Schlechten verändernden Züge des Porträts mit seinem Spiegelbild.
Dorian wird zum skandalumwitterten Mittelpunkt der Gesellschaft, gelehrt und weltläufig. „Er war bestrebt, eine neue Lebensauffassung zu erarbeiten, die […] in der Vergeistigung der Sinne ihre höchste Verwirklichung fände“. Er widmet sich dem Studium vergangener Epochen, deren Geisteshaltungen er wie Theaterrollen annimmt, weiterhin sammelt er Düfte, exotische Musik und Instrumente, Edelsteine und ihre Mythen, Alchemie, Stickereien und Wandteppiche; in Stammbäumen und Gemäldegalerien, literarischen und historischen Figuren, vor allem in den Gewaltherrschern Roms und der Renaissance, erkennt er sich wieder.
Am Tag vor seinem 38. Geburtstag, dem 9. November, begegnet Dorian Basil Hallward, mit dem er seit langem nicht gesprochen hat. Basil steht kurz vor der Abreise nach Paris und will Dorian zuvor sprechen. Dorian lädt ihn in sein Haus ein, wo Basil beginnt, ihn vor kursierenden Gerüchten zu warnen und ihm eine Moralpredigt zu halten. Aus Wut führt Dorian Basil zu seinem Porträt: „Komm mit nach oben, Basil […] Ich führe ein Tagebuch über jeden Tag meines Lebens, und es verlässt nie den Raum, in dem es geschrieben wird […] Du wirst nicht lange zu lesen haben.“
Basil erblickt das Porträt, dessen Antlitz sich mittlerweile in das „Gesicht eines Satyrs“ verwandelt hat und in dem Dorian kaum noch erkennbar ist. Basil ist zuerst ungläubig, dann begreift er – da ersticht ihn Dorian mit einem Messer.
Der Mord ist der Anfang des Wahnsinns, der Dorian ergreift. Er steigert sich in die Lektüre seines symbolistischen Lieblingsromans. Dann lässt er den jungen Chemiker Alan Campbell holen, dessen Ruf er ruiniert hatte, gegen den er jedoch erpresserisches Material besitzt. Er zwingt Campbell, die Leiche zu beseitigen, vermutlich mit Salpetersäure.
Bei einem Dinner im Salon der Lady Narborough ist Dorian innerlich nervös, wirkt jedoch selbstsicher. Ein Gespräch mit Lord Henry entspinnt sich, in dem es unter anderem um die dekadenten Lebensformen im herrschenden Fin de Siècle geht. Als er wieder zu Hause ist, verbrennt Dorian weitere Beweisstücke des Mordes, Basils Tasche und Umhang.
Anschließend lässt sich Dorian von einer Droschke in eine entlegene Gegend des Londoner Hafens fahren, wo er eine Opiumhöhle besucht. Auf der Fahrt plagen ihn wahnhafte Bilder: „Der Mond hing am Himmel wie ein gelber Schädel“; die Straßen wirken „wie das schwarze Netz einer unermüdlich webenden Spinne“. In der Bar, die er schließlich betritt, findet er auch eines seiner vielen Opfer, Adrian, mittlerweile bankrott und opiumsüchtig. In den grotesken, verzerrten Fratzen der Opiumsüchtigen findet Dorian die „Hässlichkeit“, die ihm nunmehr als „einzige Wirklichkeit“ erscheint.
Auf der Straße tritt ihm James Vane entgegen, der ihn in der Bar an einem verräterischen Wort erkannt hat: an dem Kosenamen, den seine Schwester einst ihrem Geliebten gab. James bedroht Dorian mit einem Revolver, um den Tod Sibyls zu rächen, erkennt dann jedoch, dass Dorian das Gesicht eines Zwanzigjährigen hat, und folgert daraus, dass er nicht derjenige sein kann, der vor 18 Jahren den Selbstmord seiner Schwester verursachte. Dorian flieht, bevor James von einer Hure erfahren kann, dass sein vermeintlicher Irrtum keiner war.
Dorian wird nun paranoid. Bei einem Wochenende auf dem Lande bei Lord Henrys Cousine, der Herzogin von Monmouth, und ihrem Käfer sammelnden Ehemann fällt er in Ohnmacht, weil er glaubt, James Vanes Gesicht am Fenster gesehen zu haben.
Als Dorian auf einem Spaziergang in eine Jagdgesellschaft gerät, wird versehentlich ein Treiber erschossen. Dorian ist entsetzt, doch die Jäger machen nicht viel Aufsehen darum. Der Treiber ist allen unbekannt. Als Dorian erfährt, dass es sich um einen bewaffneten Seemann gehandelt habe, eilt er, um den aufgebahrten Toten zu identifizieren – es handelt sich um James Vane.
Dorian beschließt nun, sein Leben zu ändern. Als er durchblicken lässt, er habe Basil ermordet, glaubt ihm Lord Henry nicht, da er ihm keinen Mord zutraut. Mord und Kunst seien für ihn nur „eine Methode, außergewöhnliche Empfindungen hervorzurufen“ – Kunst für die Oberschicht, Mord für die Arbeiterklasse. Dorian versucht verzweifelt, den skeptischen Henry von der Existenz der Seele zu überzeugen: „Die Seele ist eine schreckliche Wirklichkeit. Man kann sie kaufen und verkaufen und um ihren Preis feilschen. Man kann sie vergiften oder vervollkommnen. In jedem von uns ist eine Seele. Ich weiß es.“ Dorian wirft Henry vor, ihn durch das Buch vergiftet zu haben. Henry hält dagegen, dass die „Bücher, die die Welt unmoralisch nennt“, Bücher seien, „die der Welt ihre eigene Schande vor Augen halten“.
Auf einem nächtlichen Spaziergang bereut Dorian den Hochmut seines Gebets um ewige Jugend. „(Er) wusste, dass er sich besudelt, seinen Geist mit Verderbtheit und seine Phantasie mit Grauen erfüllt hatte“. Auf seinem Porträt jedoch haben sich mittlerweile „ein verschlagener Ausdruck […] und um den Mund die Falschheit des Heuchlers in tiefen Furchen eingegraben“. Dorian begreift, dass nichts ihn reinwaschen kann, erst recht keine Selbstverleugnung. Er beschließt, das letzte verbliebene Beweisstück für den Mord an Basil Hallward zu zerstören, und zückt das Mordmesser gegen das Bild. „So, wie es den Maler getötet hatte, würde es auch das Werk des Malers töten, und alles, was es bedeutete“ – dann, glaubt Dorian, werde er befreit sein.
Als die Dienstboten seine Leiche finden, ist sie kaum zu erkennen, sie hat „ein verlebtes, runzeliges, widerwärtiges Gesicht“. Das Porträt dagegen erstrahlt „in vollem Glanz seiner köstlichen Jugend und Schönheit“.

## Analyse und Interpretation

### Gliederung
Man kann Wildes Roman als zweiteilig gegliedert betrachten. Das elfte Kapitel wäre dabei eine teilende Achse.

#### Kapitel 1–10
Der erste Teil besteht aus drei Erzählpartien.
- In den Expositionskapiteln 1–3 werden die drei Hauptfiguren vorgestellt, das Porträtmotiv eingeführt und das lebensphilosophische Programm Lord Henrys vorgestellt.
- In den Kapiteln 4–7 steht die Person von Sibyl Vane im Vordergrund. Das Geschehen wird durch Gespräche im Kreise der Vane-Familie (Kapitel 5) sowie zwischen Dorian und seinen Freunden (Kapitel 4 und 6) vorbereitet und erreicht mit der Schilderung ihres Todes (Kapitel 7) seinen Höhepunkt.
- Die Kapitel 8–10 gestalten erzählerisch die Auswirkungen der neuen Situation auf Dorian und den Versuch der Bewältigung durch Gespräche mit Lord Henry und Basil.

#### Achse (Kapitel 11)
Die Funktion der Achse übernimmt das elfte Kapitel, das in vielerlei Hinsicht eine herausgehobene Stellung einnimmt. Es fasst in raffender Erzählweise 18 Jahre im Leben Dorians zusammen, enthält keine Dialoge und unterscheidet sich auch in stilistischer Hinsicht erheblich von den anderen Kapiteln.

#### Kapitel 12–20
Die zweite Romanhälfte besteht aus zwei Teilen, die um die Ermordung Basils (Kapitel 12–14) sowie die Verfolgung Dorians durch James Vane und dessen Tod (Kapitel 16–18) gruppiert sind. Der Roman wird durch ein längeres Gespräch zwischen Dorian und Lord Henry abgeschlossen. Hier ziehen beide Bilanz, der „Schüler“ stellt die Prinzipien seines „Lehrers“ in Frage und bekundet seine Absicht, seinem Leben eine Wendung zum Besseren zu geben (Kapitel 19). Der Roman endet mit dem Suizid Dorians in Kapitel 20.

### Stil und Einordnung
Das Bildnis des Dorian Gray ist stilistisch – wie Oscar Wildes Theaterstücke – zu einem großen Teil von den geistreichen Dialogen und Bonmots der Figuren gekennzeichnet. Der allwissende Er-Erzähler/heterodiegetische Erzähler bleibt also zugunsten der szenischen (Selbst-)Darstellung der – bis auf Dorian charakterlich statischen – Figuren oft zurückhaltend und unauffällig. Eine Ausnahme hierzu bildet das elfte Kapitel, worin der Erzähler im Zeitraffer Dorians Jahre der dekadenten Vergnügungen schildert.
Der Roman enthält trotz seiner Verortung im zeitgeschichtlichen Kontext eine Reihe fantastischer Elemente, wie sie auch für die Schauerromane des 18. und 19. Jahrhunderts und für Wildes Kunstmärchen charakteristisch sind. Dies und die implizierte radikal moderne Kunstauffassung, die insbesondere von John Ruskin, Walter Pater und vom französischen Symbolismus beeinflusst ist, bedeuten einen Bruch mit der in ganz Europa dominanten realistischen Literatur des 19. Jahrhunderts, auch wenn die Erzähltechnik hinsichtlich Zeitstruktur und Bewusstseinswiedergabe noch weitgehend konventionell bleibt.

### Intertextuelle Bezüge
Der Roman steht intertextuell in Beziehung zu zahlreichen anderen Werken der vergangenen und zeitgenössischen Literatur: Namentlich genannt werden unter anderem Shakespeare, Friedrich Schiller, Michel de Montaigne, Johann Joachim Winckelmann, Antoine-François Prévost (Histoire du Chevalier des Grieux et de Manon Lescaut) und Omar Chajjam. Einige seiner Motive fand Wilde auch bei Charles Robert Maturins Schauerroman Melmoth der Wanderer.

#### Antike Traditionen
Die Verweise auf die kulturelle Tradition der klassischen Antike sind zahlreich – Wilde hatte klassische Literatur studiert. Es wird auf Adonis, den griechischen Gott der Schönheit und Liebling der Liebesgöttin Aphrodite, und auf den Narziss-Mythos, der aus griechischen und römischen Quellen überliefert ist, angespielt. Sowohl Narziss als auch Dorian können ihre jeweiligen Verehrerinnen (Echo beziehungsweise Sibyl) aufgrund ihrer autoerotischen Neigungen nicht lieben. Ähnlich wie Dorian entfremdet sich auch Narziss so weit vom realen Leben, dass er schließlich sterben muss, auch seine Schönheit bedeutet letztendlich seinen Tod: Je nach Überlieferung verhungert Narziss in Bewunderung seines Spiegelbildes oder ertrinkt bei dem Versuch, es zu umarmen. Dorian stirbt, als er das Messer in sein Porträt „taucht“. Sir Henry vergleicht Dorian mit Apoll und sich selbst mit Marsyas. Sibyl Vanes Name ist ominös, denn er spielt sowohl auf die Sibyllen (mythische Prophetinnen) als auch auf das englische Wort vain für „eitel“ an. Ihre Erkenntnis, Theaterrollen für das wahre Leben gehalten zu haben, erinnert an das Höhlengleichnis Platons. Als Quelle für Dorian Grays historische Phantasien diente u. a. Suetons De vita Caesarum.

#### Französische Literatur
Insbesondere mit dem Streben nach einem ästhetischen Ideal und nach Isolation von der gesellschaftlichen Wirklichkeit greift der Roman Elemente des französischen Symbolismus auf. Wörtlich zitiert werden etwa mehrere Gedichte von Théophile Gautier (aus Emaillen und Kameen, 1852), eines frühen Verfechters des L’art pour l’art, und besonders inspiriert sah sich Wilde durch den Roman Gegen den Strich von Joris-Karl Huysmans. Sowohl Huysmans als auch Wilde ergehen sich in ihren Romanen in der ausufernden Aufzählung und Beschreibung von kostbaren Gegenständen und Düften. Die Protagonisten beider Romane geben sich dekadenten Vergnügungen hin – bis zum Verderben.
Die französische Kunst und Kultur des 19. Jahrhunderts bilden das kulturelle Ideal der Romanfiguren in Dorian Gray, insbesondere der Orientalismus und der Historismus. Der Orientalismus mit seinem sehnsüchtigen Blick auf den geheimnisvollen Orient und der Historismus mit seiner verspielten Zitatkunst bilden jedoch nicht nur Stilrichtungen, an die Wilde anschließt, er lässt sie auch reflexiv Revue passieren. Die Interessengebiete, die im elften Kapitel über Seiten hinweg aufgezählt werden, bilden somit auch ein Inventar der kulturellen Einbildungskraft im Fin de Siècle: orientalische Düfte, exotische Musik und Instrumente, Edelsteine, Märchen und Mythen, Alchemie usw. Die abwechslungssüchtige Anverwandlung historischer Epochen und fremder Kulturen, die Dorian Gray betreibt, ist in diesem Kontext fast schon parodistisch. Damit ist er auch eine Symbolfigur der geschichtsdurstigen und orientsehnsüchtigen Hochkultur des späten 19. Jahrhunderts. Dabei bildet er mit seiner selbstverliebten Existenz zugleich auch eine Kritik der Moralbesessenheit und -vergessenheit des Zeitalters.

#### Das Faustische
In dem Roman finden sich Motive aus dem Fauststoff. Dorian Gray kann als Faust verstanden werden, dem durch den Teufel, in Gestalt von Lord Henry, all seine Wünsche erfüllt werden. Genauso wie Faust strebt er nach dem Übermenschlichen, statt Erkenntnis will er jedoch unvergängliche Schönheit. Der Pakt lässt sich in dem sehnlichsten Wunsch Dorians, dass das Bild statt seiner altere, wiederfinden. Er gäbe sogar seine Seele dafür. Basil ist der gute Freund, wie Serenus Zeitblom in Doktor Faustus oder die Figur des Wagner bei Goethes Faust, der ihn abhalten möchte, aber scheitert. Das Gretchenmotiv lässt sich in Form von Sibyl Vane finden, die auch die Figur der Helena als Schauspielerin in sich trägt, aber Dorian dennoch nicht erlösen kann. Dorians „Selbstmord“ erinnert an den Tod Fausts bei Nikolaus Lenau. Wie in der Sage von Johann Georg Faust wird Dorian als grässliche Fratze gefunden. Im Gegensatz zu anderen Faust-Werken, wie Thomas Manns Doktor Faustus (wo Adrians Erlösung in Kapitel XLVI angedeutet wird) und Faust I, gibt es, wie bei Lenaus Faust, keine Hoffnung auf Erlösung.
Die Figur Lord Henry erinnert stark an Mephisto. Er ist zwar keine Inkarnation des Teufels, trägt aber seine Züge. Ganz nach der Fausttradition ist er die personifizierte, gottesverachtende Intelligenz, die mit Aphorismen, Epigrammen, Paradoxien, Antithesen und Ironie glänzt. Lord Henry lenkt den unbedarften Dorian in sein Unglück und spielt mit ihm. Er erstickt jedes Aufkommen von Reue im Keim. Dorian ist, als Sibyl den Freitod wählt, bereits so weit durch Henry geformt, dass er kein Mitleid mehr empfindet.
In Wildes Roman gibt es jedoch keinen unmittelbaren Pakt mit dem Teufel und Dorian strebt auch nicht nach Erkenntnis. Im Gegensatz zu Goethes Faust kann Dorian nicht erlöst werden, da Oscar Wilde auf die Metaphysik verzichtet; Fragen nach den letzten Dingen und theologische Konzepte wie Gott und Teufel spielen hier, anders als bei Goethe, kaum eine Rolle.

### Ästhetizismus und Dandytum
Wilde stellte seinem Roman ein Vorwort aus ästhetischen Aphorismen voran, in dem er für die Kunst eine Sphäre außerhalb der Moral fordert. „So etwas wie ein moralisches oder ein unmoralisches Buch gibt es nicht. Bücher sind entweder gut oder schlecht geschrieben. Das ist alles. (…) Das moralische Leben gehört zum Gegenstand des Künstlers, doch die Moralität der Kunst besteht im vollkommenen Gebrauch eines unvollkommenen Mediums.“ (S. 5) Mit diesem Vorwort wollte Wilde wohl unter anderem erreichen, dass die strenge Zensur die Gegenwartsbezüge seines Romans nicht wahrnahm. Darüber hinaus schreibt er im Vorwort: „Der Künstler hat niemals das Bedürfnis, etwas zu beweisen. (…) Alle Kunst ist völlig nutzlos (…) Alle Kunst ist Oberfläche und Symbol zugleich.“ (S. 6) Mit diesen ästhetizistischen Sentenzen positioniert sich Wilde in der „L’art pour l’art“-Debatte des Symbolismus. Oberfläche und Tiefe, Offenbarung und Geheimnis, Pose und Enthüllung sind Antithesen, die sich durch den Roman ziehen. „Das wahre Geheimnis der Welt ist das Sichtbare, nicht das Unsichtbare“ (S. 35).
Basils Atelier und Dorians Haus sind Orte, die allein der gemachten Schönheit vorbehalten und von der realen Welt abgegrenzt sind. Der im Vorwort als Kunstauffassung proklamierte Ästhetizismus wird von den Dandys des Romans gelebt. Doch der Verlauf der Handlung wird oft als implizite Kritik am Ästhetizismus gelesen. Die Strategie, einen von der Welt abgeschlossenen ästhetischen Raum zu schaffen, wird durch den Roman unterlaufen, denn das Scheitern der Figuren resultiert gerade daraus, dass sie Kunst und Leben zu häufig verwechseln.
Dazu gehört auch das Thema Theatralität, das in der Sibyl-Episode eingesetzt wird. Weder die Schauspielerin Sibyl Vane noch Dorian Gray können zwischen dem wirklichen Leben und ihrer theatralischen Rolle wirklich unterscheiden; beide ersehnen sich ein Theaterleben und imaginieren sich in die dramatischen Rollen. Deren Mustern nachzuleben gelingt ihnen im wirklichen Leben nur um den Preis der Lächerlichkeit – oder um den des eigenen Todes.
Vielen der spöttischen Sentenzen, die z. B. der zynische, manipulative und misogyne Lord Henry Wotton äußert, wird durch die Ironie, mit der sie vorgetragen werden, ein doppelter Boden verliehen. So sagt Lord Henry Wotton: „Nun hat aber der Wert einer Idee nicht das geringste mit der Aufrichtigkeit desjenigen zu tun, der sie vorbringt. Ja es ist vielmehr zu erwarten, daß die Idee um so mehr rein geistiger Natur sein wird, je unaufrichtiger der Betreffende ist, da sie in diesem Fall nicht von seinen Bedürfnissen, seinen Wünschen oder seinen Vorurteilen gefärbt wird.“ (S. 18)
Dieses Maskenspiel ist eine Haltung, die auch oft auf Oscar Wildes Lebensgeschichte bezogen wird: Als Homosexueller im viktorianischen England konnte er seine Sexualität nur im Verborgenen ausleben. Als sie schließlich öffentlich wurde, verurteilte ihn ein Gericht zu zwei Jahren Zuchthaus mit Zwangsarbeit, an deren Folgen er wenig später starb.
In der Figur des verblüffenden, kulturell und ästhetisch überlegenen Lord Henry Wotton werden sowohl die Haltung von Ästhet(izist)en und Dandys als auch die lustvolle moralische Verantwortungslosigkeit der englischen Oberschicht verhandelt. Die sentenzenhafte, kokettierende Sprechweise und die ironischen Selbstbespiegelungen Wottons zeigen die Sensibilitäten des Dandys: Genuss an „schönen Dingen“, Blumen, Düfte, Musik; hohe Sensibilität für Kleidung, Inneneinrichtung und Umgangsformen, für Oberflächlichkeiten, Verstellung, Provokation, Inszenierung, aber auch für Versteckspiele, Geheimnistuerei und Diskretion. Ein scharfer Sinn für gesellschaftliche Inszenierung und die Lust an der Pose sind die Waffen des Dandys gegen die Profanität sowohl der eigenen Klasse als auch der Unterschicht und gegen die strikte Moralsucht der Gesellschaft.

### Homosexualität

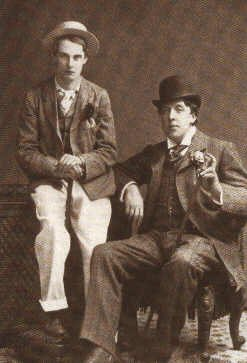
Alfred Douglas und Oscar Wilde im Jahr 1894

Oftmals werden vor dem biografischen Hintergrund Wildes, der zum Zeitpunkt der Veröffentlichung schon langjährige Verhältnisse mit John Gray und Robert Baldwin Ross hatte und noch im selben Jahr die Bekanntschaft seines späteren Geliebten Alfred Douglas machte, homoerotische und homosexuelle Anspielungen im Roman gesucht – wiewohl dies umstritten ist.
Der britische Literaturwissenschaftler und Publizist Robert Mighall sieht in Dorians Namen einen Verweis auf den griechischen Stamm der Dorer (englisch Dorians) und somit auf den Euphemismus „griechische Liebe“ für Homosexualität beziehungsweise auf die Tatsache, dass Homosexualität im antiken Griechenland akzeptiert oder zumindest toleriert war. Unterstützt würde diese These durch die impliziten und expliziten Bezüge zur griechischen Mythologie im Roman, im Speziellen durch die Ähnlichkeiten der Figur Dorian mit Narziss und Adonis.
Weniger verschlüsselte homoerotische Elemente sind Basils und Henrys Zuneigung zu Dorian und ihre Bewunderung für seine schöne äußere Erscheinung, die der Erzähler eingehend beschreibt. Zudem wird gegen Ende des Romans Dorians Umgang mit schönen jungen Männern erwähnt und sein verderblicher Einfluss auf sie. Es gibt jedoch keinerlei explizite Erwähnungen und Beschreibungen homosexueller Handlungen im Roman – was angesichts der Moralvorstellungen und der Gesetzeslage im viktorianischen England auch kaum möglich gewesen wäre.

### Psychologische Deutung
Der Roman greift mit dem Porträt das in der Literatur des 19. Jahrhunderts beliebte Doppelgängermotiv auf. Die von Dorian verdrängten Sünden zeichnen seinen gemalten Doppelgänger, mit dem er schicksalhaft verbunden ist. Die Analytische Psychologie in der Tradition Carl Gustav Jungs sieht in dem stellvertretend für Dorian Gray alternden Porträt eine Ausprägung des Schattenarchetyps, also der verdrängten negativen Züge einer Persönlichkeit. In lacanisch-psychoanalytischer Lesart ist das Dachbodenversteck eine Metapher für das Unbewusste und alterslose Schönheit die Antithese zu Kastrationsangst und Todestrieb.
Das psychische Krankheitsbild, das eigene Altern und Reifen nicht akzeptieren zu können, wurde im Jahr 2000 nach dem Roman benannt (Dorian-Gray-Syndrom).

## Entstehungsgeschichte
Der englische Schauspieler und Autor Hesketh Pearson erzählt in seiner Wilde-Biografie The Life of Oscar Wilde, wie der Schriftsteller zu der Idee für Das Bildnis des Dorian Gray gekommen sei: Wilde sei im Jahr 1884 regelmäßiger Gast im Atelier des Malers Basil Ward gewesen, der zu dieser Zeit einen attraktiven jungen Mann porträtiert habe. Wilde sei darüber betrübt gewesen, dass der junge Mann einst altern müsse, worauf Ward den Wunsch geäußert habe, das Porträt möge doch anstatt des jungen Mannes altern.
Davon leicht abweichend berichtete die St. James’s Gazette am 24. September 1890, Wilde selbst sei 1887 von einer kanadischen Malerin porträtiert worden und habe daraufhin die ewige Jugend des Porträts für sich gewünscht.
Für die Ausgestaltung der Figur des Dorian Gray soll auch der Dichter und Übersetzer John Gray eine gewisse Rolle gespielt haben. Mindestens der Nachname und die Schönheit des Dichters könnten in der Figur ihren Niederschlag gefunden haben. Gray dementierte dies jedoch. Oscar Wilde lernte ihn 1889 kennen und hatte über einige Jahre ein Verhältnis mit ihm. Es wird auch die These vertreten, das Vorbild für Dorian Gray sei der französische Schriftsteller Robert de Montesquiou gewesen, ein bekannter Pariser Dandy, der sich von verschiedenen Künstlern porträtieren ließ (und auch Vorbild für den Baron de Charlus in Marcel Prousts Romanfolge Auf der Suche nach der verlorenen Zeit war).
Wilde ließ die Geschichte vom ewig jungen Mann und seinem alternden Porträt einige Jahre im Freundeskreis kursieren. Im Jahr 1889 wurde er von Joseph M. Stoddart, dem Verleger von Lippincott’s Monthly Magazine aus Philadelphia, den er 1882 auf einer Vortragsreise in den USA kennengelernt hatte, gebeten, eine Erzählung für seine Literaturzeitschrift zu schreiben – dies sollte die Erstfassung des Romans werden.
André Gide kolportierte dagegen, der bis dato durch Gedichte, Erzählungen und Bühnenstücke literarisch in Erscheinung getretene Wilde habe lediglich Freunden beweisen wollen, dass er auch in der Lage sei, einen Roman zu schreiben. Diese Anekdote muss allerdings vor dem Hintergrund von Gides allgemeiner Geringschätzung der Werke Wildes verstanden werden.

## Editionsgeschichte
Wildes erste Fassung des Romans wurde am 20. Juni 1890 im Umfang von 13 Kapiteln auf 98 Seiten in Lippincott’s Monthly Magazine veröffentlicht, das seinerzeit auch Werke anderer namhafter Schriftsteller erstmals abdruckte. Diese Ausgabe der amerikanischen Zeitschrift war die erste, die auch von dem Londoner Verlag Lock, Ward and Co. in England veröffentlicht wurde.

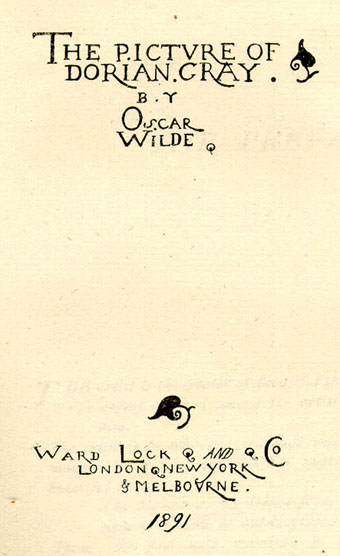
Titelseite der Ausgabe des Verlags Lock, Ward and Co., London 1891

Wilde dachte schon 1890 über eine Buchfassung nach und trat diesbezüglich an Lock, Ward and Co. heran. Der Verlag veröffentlichte diese im April 1891. Sie war von Wilde überarbeitet, um das programmatisch-polemische Vorwort (das bereits am 1. März 1891 im einflussreichen Fortnightly Review veröffentlicht worden war) und die Kapitel 3, 5, 15, 16, 17 und 18 erweitert worden; das dreizehnte Kapitel der ersten Fassung wurde in der Buchfassung in die Kapitel 19 und 20 aufgeteilt. Die Ausgabe umfing 20 Kapitel auf 337 Seiten. Bei der Überarbeitung und Erweiterung wurden vor allem homoerotische Passagen „entschärft“, Wilde wichtig erscheinende Aspekte der Handlung, die geistreichen Konversationen, Dorians Charakter und seine dekadenten Ausschweifungen weiter ausgestaltet und die Figur des James Vane und die dazugehörige Nebenhandlung eingeführt. Dagegen tritt die Figur des Basil Hallward und seine Beziehung zu Dorian gegenüber der Fassung von 1890 etwas in den Hintergrund.
Schon im Juli 1891 erschien eine Luxusausgabe des Romans. Eine Neuauflage wurde ab Ende 1894 geplant, zu einer Veröffentlichung kam es wegen des Prozesses gegen Wilde zunächst nicht. Die Ausgabe kam angeblich im Oktober 1895 doch in Umlauf. Seither wurde der Wortlaut der englischen Buchausgabe praktisch unverändert nachgedruckt. Es erschienen auch zahlreiche illustrierte Ausgaben. Im Jahr 2000 erschienen zum 100. Todestag von Oscar Wilde eine englische Neuausgabe der Fassung von 1890 sowie Jörg W. Rademachers deutsche Übersetzung einer „Urfassung“, die den unzensierten Text, wie er sich noch vor seiner Erstveröffentlichung in Lippincott’s Monthly Magazine darstellte, aus dem Typoskript des Romans rekonstruiert. Also war schon die Fassung in Lippincott’s Monthly Magazine (vor allem durch Wilde selbst, weniger auf Anraten von Freunden) mit Bezug auf die homoerotischen Passagen spürbar zensiert worden. Eine englische „Urfassung“ mit Kommentaren kam schließlich im Jahr 2011 unter dem Titel Picture of Dorian Gray: An Annotated, Uncensored Edition auf den Markt.
Eine deutsche Übersetzung des Romans durch Johannes Gaulke unter dem Titel Dorian Gray erschien bereits 1901, ein Jahr nach Oscar Wildes Tod im Leipziger Verlag Max Spohr. Übersetzt wurde die Ausgabe von 1890 in 13 Kapiteln. Die erste Übersetzung der Ausgabe in 20 Kapiteln besorgte Felix Paul Greve 1902 unter dem Titel Dorian Grays Bildnis. Die 1906 im Wiener Verlag im Rahmen einer (unvollständigen) Gesamtausgabe erschienene Übersetzung etablierte den bis heute gebräuchlichen deutschen Titel des Romans. Die 1909 von Hedwig Lachmann und Gustav Landauer besorgte Übertragung wurde besonders häufig nachgedruckt. In den freizügigen 1920er Jahren stieg das Interesse an Dorian Gray so stark an, dass ein halbes Dutzend deutscher Verlage Übersetzungen anfertigen ließen – was zu dieser Zeit möglich war, da eine weltweite Regelung zum Schutz des Urheberrechts erst 1952 mit dem Genfer Welturheberrechtsabkommen beschlossen wurde.

## Rezeption
Die erste Rezension der in Lippincott’s abgedruckten Fassung erschien bereits nach vier Tagen. Diese Fassung wurde von den Kritikern meist wenig wohlwollend aufgenommen und sogar oft als skandalös empfunden. Der Stil wurde als langatmig bezeichnet, die Handlung als anstößig, schmutzig und unmoralisch. Wilde hielt diese Kritik für ungerechtfertigt und reagierte zunächst mit zahlreichen Briefen an die Presse, in denen er die angeblich intendierte, unterschwellige Moral seines Werks – dass Ausschweifung bestraft wird – herauszustellen versuchte. Doch Wilde blieb nicht konsequent in seiner Reaktion auf die Immoralismus-Vorwürfe. Denn im Vorwort versuchte er dann, die Vorstellung von moralischen und unmoralischen Büchern an sich abzulehnen, und doch überarbeitete er im Zuge der genannten Erweiterungen als anrüchig kritisierte Passagen, bevor er Dorian Gray als Buch veröffentlichte. Trotz aller Bemühungen, den Vorwürfen Wind aus den Segeln zu nehmen, wurde beim Unzucht-Prozess gegen Wilde der Roman als Beweisstück herangezogen und vor allem das Vorwort zitiert.
Die überarbeitete Fassung von 1891 wurde in der literarischen Welt weniger kritisch aufgenommen, Walter Pater, Arthur Conan Doyle, William Butler Yeats und später auch James Joyce äußerten sich anerkennend – wenn auch zum Teil verhalten. Pater betonte in einer Rezension die gelungene subtile Darstellung des moralischen Verfalls. Joyce schrieb in einem Brief an seinen Bruder von den guten Ansätzen des Romans, jedoch auch von einem Übermaß an „Lügen und Epigrammen“. André Gide, der die Person Oscar Wilde zwar bewunderte, sprach vor allem angesichts von Dorian Gray Wildes schriftstellerischem Werk jeglichen künstlerischen Anspruch ab.
Die Literaturwissenschaft beschäftigte sich erst nach dem Zweiten Weltkrieg intensiver mit Wildes Roman, meist auf Grundlage oder im Kontext der damaligen Erforschung der ideologischen und kunsttheoretischen Implikationen von Fin de Siècle und Dekadenzdichtung. Feuilletonistische Werturteile traten somit zunehmend in den Hintergrund, ebenso wie (im Rahmen einer permissiven Gesellschaft) die Diskussion um Moralität und Immoralität des Werks.
Auch wenn die Literaturkritik bis heute stilistische und strukturelle Mängel des Romans betont, ist Das Bildnis des Dorian Gray als Klassiker der Weltliteratur kanonisiert und sein Protagonist „in die populäre Mythologie eingegangen“.
Das Buch wurde in die ZEIT-Bibliothek der 100 Bücher aufgenommen.

### Rezeption in den Künsten
Neben einigen Ballett-, Opern- und Musicalfassungen existieren vor allem zahlreiche Theaterfassungen – darunter Le Portrait surnaturel de Dorian Gray von Jean Cocteau – und Verfilmungen. Axel Strøm verfilmte als erster 1910 den Stoff mit Valdemar Psilander als Dorian Gray in einer Stummfilm-Fassung, wobei der Roman sehr frei für die Leinwand adaptiert wurde. Bis 1918 folgten mehrere weitere Verfilmungen, die aber nicht sonderlich populär wurden. Berühmtheit erlangte Albert Lewins Film von 1945, der mit einem Oscar ausgezeichnet wurde. Er führte die Nichte Basils neu ein. Das eigens für den Film angefertigte Gemälde hat Ivan Albright 1943/44 gemalt (216 × 109 cm, Öl auf Leinwand). Es ist im Art Institute of Chicago ausgestellt. Auch nach 1945, zuletzt in den Jahren 2006 und 2009, wurde der Roman mehrfach als Kino- und Fernsehfilm umgesetzt.
Siehe auch: Adaptionen von Werken von Oscar Wilde

#### Ballettfassungen
- 1952 von Jean Marais und Ned Rorem in Barcelona
- 1955 von Bico van Larsky und Alexander Nikolajewitsch Skrjabin in Augsburg
- 1963 von Paul Walter Fürst und Ernst Jandl
- 1966 von Max Lang und Wazlav Orlikowsky in Basel
- 1972 von Joe Layton, Alexander Nikolajewitsch Skrjabin und Henri Pousseur in New York City
- 1973 von Norbert Schmucki in Paris
- 1974 von Shela Xoregos und Janice Giteck in San Francisco
- 1984 von Heinz Weitz und John Longstaff in Kiel
- 1987 von Derek Deane und Carl Davis in London
- 1988 von Saeko Ichinoe und Ivana Themmen
- 2008 von Matthew Bourne in Edinburgh
- 2009 von Anna Vita in Würzburg
- 2013 von Michael Pink und Tobias PM Schneid in Augsburg
- 2014 von Richard Ševčík in Pilsen
- 2016 von Lode Devos in Cottbus

#### Opernfassungen
- 1930 – Dorian Gray von Karl Flick-Steger, Uraufführung in Aussig
- 1948 – Dorian Gray von Hans Schaeuble (1906–1988), Uraufführung in Arosa (eine revidierte Fassung entstand 1974)
- 1962 – Dorian Gray von Robert Hanell, Uraufführung in Dresden
- 1973 – Dorian Gray von Hans Kox (* 1930), Uraufführung in Amsterdam (eine revidierte Fassung entstand 1976)
- 1996 – The Picture of Dorian Gray von Lowell Liebermann, Uraufführung in Monte-Carlo
- 2011 – Das Bildnis des Dorian Gray von Andreas Durban, Uraufführung in Köln
- 2013 – The Picture of Dorian Gray, Tanzoper von Thomas Agerfeldt Olesen, Uraufführung in Aarhus
- 2013 – Dorian Gray von Ľubica Čekovská, Uraufführung in Bratislava
- 2016 – Das Bildnis des Dorian Gray von Thorsten Bihegue, Uraufführung in Dortmund

#### Musicalfassungen
- 1985 – Dorian von Randy Bowers, Uraufführung in Los Angeles
- 1990 – Dorian Gray – The Musical von Mátyás Várkonyi, Gunar Braunke und János Àcs, Uraufführung in Budapest (später auch in Heilbronn und London produziert)
- 1990 – Dorian Gray von Joseph Bravaco und Robert Cioffi, Uraufführung in New York
- 1990 – Dorian Gray von Nan Barcan, Michael Rubell und Robert Petito, Uraufführung in New York
- 1994 – Dorian Gray von Allan Reiser, Don Price und Gary David Levinson, Uraufführung in New York
- 1997 – Dorian Gray von David Reeves, Uraufführung in London
- 1997 – Dorian Gray. A New Musical von Edward Reyes und Thomas Sheehan, Uraufführung in Fort Collins
- 2008 – Dorian, the Remarkable Mister Gray von Randy Bowser, Uraufführung in Oregon City
- 2009 – Dorian. Das Musical von Angelika Baake, Thomas Poppendieck und Gernot Neppert, Uraufführung in Hamburg
- 2013 – Dorian Gray, Musical-Oper von Roland Fister, Uraufführung am Landestheater Coburg
- 2014 – Dorian Gray von Joe Evans (Musik) und Linnie Reedman (Buch), Uraufführung an den Riverside Studios in London
- 2015 – Dorian Gray von Jo Turner (Musik) und Steffi Walker (Buch), Uraufführung am King`s Head Theatre in London
- 2016 – The Picture of Dorian Gray von Cho Yong-shin und Kim Moon-jeong, Uraufführung in Seongnam

#### Theaterfassungen
- 1910 (Detroit/Temple Theatre)
- 1913 (London/Vaudeville Theatre)
- 1928 (New York/Chanin’s Baltimore Theatre)
- 1936 (New York/Comedy Theatre)
- 1945 (Dublin/Gate Theatre)
- 1947 (London/Q Theatre)
- 1963 (New York/Showboat Theatre)
- 1967 (Watford/Palace Theatre)
- 1975 (London/Greenwich Theatre)
- 1977 (New York/Van Dam Theatre)
- 1985 (deutsche Fassung von Bruno Klimek, München/Studio Theater)
- 1990 (New York/Odyssey Theatre)
- 1991 (Watford/Palace Theatre)
- 1991 (Glasgow/Citizens’ Theatre)
- 1993 (London/Barons Court Theatre)
- 1994 (London/Battersea Arts Centre)
- 1994 (London/Barons Court Theatre)
- 1994 (London/Lyric Hammersmith)
- 1995 (Dublin/Gate Theatre)
- 1997 (London/Barons Court Theatre)
- 1999 (London/The Attic Theatre)
- 2008 (Stralsund/Theater Vorpommern)
- 2008 (Baden-Baden, Bearbeitung von John von Düffel)
- 2010 (Wien/Burgtheater)
- 2013 (Enns/Theater Sellawie)
- 2013 (Würzburg/Theaterwerkstatt, Bearbeitung von Cornelia Wagner)
- 2013 (Bochum/ROTTSTR 5 Theater)
- 2017 (Buxtehude/Halepaghen-Bühne, Bearbeitung als multimediales Theaterstück von Jannik Graf)[35]
- 2018 (Freiburg i. Br./Theater der Immoralisten)
- 2020 (Sidney, Roslyn Packer Theatre Kip Williams)
- 2022 (Schauspielhaus Düsseldorf / Text von Darryl Pinckney, Inszenierung von Robert Wilson)
- 2022 (Stadttheater Luzern/Bühnenfassung von Katrin Plötner)

#### Verfilmungen
- 1910: Dorian Grays Portræt, Regie: Axel Strøm
- 1913: The Picture of Dorian Gray, Regie: Phillips Smalley
- 1915: Portret Doriana Greja, Russland, Regie: Wsewolod Meyerhold
- 1916: The Picture of Dorian Gray, Regie: Fred Durrant
- 1917: Das Bildnis des Dorian Gray, Regie: Richard Oswald
- 1917: Az élet királya, Regie: Alfréd Deésy
- 1945: Das Bildnis des Dorian Gray, Regie: Albert Lewin
- 1970: Das Bildnis des Dorian Gray, Regie: Massimo Dallamano
- 1973: Das Bildnis des Dorian Gray, Regie: Glenn Jordan
- 1976: Das Bildnis des Dorian Gray, Regie: John Gorrie
- 1977: Le Portrait de Dorian Gray, Regie: Pierre Boutron
- 1984: Dorian Gray im Spiegel der Boulevardpresse, Regie: Ulrike Ottinger
- 2004: Dorian – Pakt mit dem Teufel, Regie: Allan A. Goldstein
- 2005: The Picture of Dorian Gray, Regie: David Rosenbaum
- 2005: Dorian, Regie: Vincent Kirk
- 2006: The Picture of Dorian Gray, Regie: Duncan Roy
- 2009: Das Bildnis des Dorian Gray, Regie: Oliver Parker

sowie eine Parodie
- 1916: Das Bildnis des Florian Klee[36]

#### Hörspiele und Hörbücher
- 1948 – Produktion des NWDR Hamburg; Regie: Hans Quest, Titelrolle: Harry Meyen
- 1955 – Produktion des HR; Regie: Theodor Steiner, Titelrolle: Jürgen Goslar
- 1979 – Produktion des HR; Sprecher: Wolfgang Reichmann
- 2000 – Produktion des WDR in 3 Teilen; Regie: Klaus-Dieter Pittrich, Titelrolle: Bastian Trost
- 2009 – Produktion des Labels Maritim („Meister des Schreckens“, Folge 6); Titelrolle: Florian Halm
- 2009 – Produktion des Labels Titania-Medien („Gruselkabinett“, Folgen 36 und 37); Regie: Stephan Bosenius und Marc Gruppe, Titelrolle: David Turba
- 2009 – Produktion von Audible; Sprecher: Lutz Riedel
- 2012 – Produktion des Argon Verlags; Sprecher: Jan Josef Liefers

#### Comicadaptionen
- 1992 von Fiern Siegel und Pabblo Marcos
- 1997 von Serge Le Tendre und Patrick Jusseaume
- 2008 von Roy Thomas und Sebastian Fiumara
- 2008 von Stanislas Gros
- 2010 von Daniel Conner und Chris Allen
- 2010 von Ian Edginton und I.N.J. Culbard
- 2012 von Federico De Luca, Darren G. Davis und Scott Davis
- 2021 von Amálie Kovárová und Petr Šrédl

### Einfluss auf die Popkultur
Manfred Pfister stellt fest, dass der Roman und seine Hauptfigur im späten 20. Jahrhundert eine ähnliche Popularität und Breitenwirkung erlangt haben wie Superman, Dracula, Frankenstein, Dr. Jekyll und Mr. Hyde, Sherlock Holmes und Dr. Mabuse.
Die Hauptfiguren der britischen Fernsehserie Fawlty Towers (1975/79) heißen Basil und Sybil (Fawlty). Die Folge Der unmoralische Friedensvermittler der US-amerikanischen Science-Fiction-Serie Raumschiff Enterprise – Das nächste Jahrhundert aus dem Jahr 1992 basiert auf der Idee des alternden Bildnisses. Als Verweis auf das Vorbild kommt in der Folge ein Raumschiff namens Dorian vor. Die zentrale Figur der US-amerikanischen Sitcom Scrubs, Dr. John „J. D.“ Michael Dorian, ist nach Dorian Gray benannt, der Chefarzt Dr. Kelso nach Lord Kelso, dem verhassten Großvater Dorians im Roman. Dorian Gray ist eine der sieben Figuren, die in Die Liga der außergewöhnlichen Gentlemen (2003) die Welt retten – er ist jedoch der Verräter unter ihnen. In der Horrorserie Penny Dreadful tritt die Figur ebenfalls auf.
Zwischen 1978 und 2000 war das Dorian Gray in Frankfurt am Main eine der berühmtesten Diskotheken Deutschlands. Auch in Berlin gab es eine Diskothek dieses Namens und in Wien und Graz sind immer noch Diskotheken nach der Romanfigur benannt.
Die britische Rockgruppe The Sweet veröffentlichte 1979 auf ihrem Album Cut Above the Rest den Song Dorian Gray. Demons & Wizards verwendeten das Motiv des Romans in ihrem Song Dorian auf dem Album Touched by the Crimson King ebenfalls.

### Zitierte Ausgabe
- Oscar Wilde: Das Bildnis des Dorian Gray. Übersetzt von Ingrid Rein. Reclam: Stuttgart 1992, ISBN 3-15-005008-1.

### Weitere Ausgaben (Auswahl)

#### Englisch
- 1890 – erschienen in Lippincott’s Monthly Magazine. London, Ward, Lock & Co., Nr. 271, Juli 1890, S. 3–100 [13 Kapitel].
- 1891 – London: Ward, Lock and Co. (überarbeitete und erweiterte Fassung [mit 20 Kapiteln]).
- 1908–1922 – London (Sämtliche Werke in 15 Bänden, herausgegeben von R. Ross).
- 1908 – Leipzig: Bernard Tauchnitz.
- 1931 – New York: Three Sirens Press (illustriert von Lui Trugo).
- 1964 – Nürnberg: Hans Carl (kritische Neuausgabe durch Wilfried Edener der Fassung von 1890 [13 Kapitel]).
- 1988 – New York/London: Norton (Herausgabe der Texte von 1891/1890 durch Donald L. Lawler)
- 1994 – New York: Penguin Popular Classics.
- 1997 – London: Liberty (The Original Lippincott’s Edition, Herausgabe durch Thomas Wright, illustriert von Philippa Stockley, auf 300 Exemplare limitierte Ausgabe).
- 2000 – London: Creation Books (Neuausgabe der Fassung von 1890 [13 Kapitel]).
- 2003 – Harmondsworth: Penguin Classics (Ausgabe mit Anmerkungen und Materialien).
- 2005 – Oxford: Oxford University Press (Herausgabe der Texte von 1890/1891 durch Joseph Bristow).
- 2007 – New York/London: Norton (Herausgabe der Texte von 1891/1890 durch Michael Patrick Gillespie, zweite Auflage. von 1988).
- 2008 – Oxford: Oxford University Press (Herausgabe des Textes von 1891 durch Joseph Bristow, Auszug im Taschenbuch der Ausgabe von 2005).
- 2011 – Cambridge: Harvard University Press (An Annotated, Uncensored Edition, von Nicholas Frankel rekonstruierte „Urfassung“, ISBN 978-0-674-05792-0).

#### Deutsche Übersetzungen
- 1901 – Dorian Gray, Leipzig: Spohr (übersetzt von Johannes Gaulke [13 Kapitel]).
- 1902 – Dorian Grays Bildnis, Minden: Bruns (übersetzt von Felix Paul Greve [20 Kapitel]).
- 1906 – Das Bildnis des Dorian Gray. Wien/Leipzig: Wiener Verlag (Sämtliche Werke, 2. Band, übersetzt von W. Fred) – Der Titel wurde in fast allen weiteren Ausgaben übernommen.
- 1907 – Das Bildnis von Dorian Gray. Leipzig: Verlag Julius Zeitler (übersetzt von Bernhard Oehlschlägel).
- 1908 – Leipzig: Reclam (übersetzt von M. Preiß). Mit einer Einleitung von Johannes Gaulke. (Der Name des Autors wurde ebenfalls "eingedeutscht" als Oskar Wilde.)
- 1909 – Leipzig: Insel-Verlag (übersetzt von Hedwig Lachmann u. Gustav Landauer) – mehrfach nachgedruckte Ausgabe (im Projekt Gutenberg-DE).
- 1914 – Leipzig: Hasse & Becker (aus dem Englischen von Hugo Reichenbach).
- ca. 1915 – Berlin: Schreitersche Verlagsbuchhandlung (übersetzt u. bearbeitet von J. Cassirer).
- 1920 – Berlin: Schreitersche Verlagsbuchhandlung (übersetzt von Richard Zoozmann) (im Projekt Gutenberg).
- 1921 – Berlin: Ullstein (Deutsch von Johannes Gaulke, mit einer Einleitung von Hanns Heinz Ewers [20 Kapitel]).
- 1922 – Berlin: Verlag Th. Knaur Nachf. (übersetzt von Richard Zoozmann).
- 1922 – Berlin: Neufeld & Henius Berlin (übersetzt von Wilhelm Cremer).
- 1923 – Berlin: Tillgner (übersetzt von Ernst Sander).
- 1924 – Berlin: Deutsche Buch-Gemeinschaft (Deutsch von Sander).
- 1927 – Leipzig: H. Fikentscher Verlag (Deutsch von Bernhard Oehlschlägel, Textrevision Dr. Otto Görner).
- 1950 – Düsseldorf: Deutscher Bücherbund (aus dem Englischen von Botho Henning Elster, mit einem Bild und einem Nachwort (von Hanns Martin Elster) über das Leben und Schaffen des Dichters).
- 1958 – Berlin: Verlag Volk und Welt (übersetzt von M. Preiß, neu bearbeitet von Ulla Hengst).
- 1970 – München: Hanser (aus dem Englischen von Christine Koschel und Inge von Weidenbaum [13 Kapitel]).
- 1972 – Düsseldorf/Zürich: Artemis & Winkler (übersetzt von Siegfried Schmitz mit Anmerkungen und Nachwort).
- 1984 – Berlin/Weimar: Aufbau Verlag (übersetzt von Christine Hoeppener).
- 1986 – Zürich: Diogenes (übersetzt von W. Fred und Anna von Planta).
- 1999 – Zürich: Haffmans (übersetzt von Hans Wolf).
- 2000 – Berlin: Eichborn (von Jörg W. Rademacher hergestellter unzensierter Wortlaut des Romans mit editorischem Anhang [13 Kapitel]).
- 2007 – Köln: Anaconda Verlag (übersetzt von Meike Breitkreutz).
- 2010 – Stuttgart: Reclam (übersetzt von Ingrid Rein).
- 2012 – Hamburg: Nikol Verlagsgesellschaft (übersetzt und mit einem Nachwort versehen von Peter Rauhof), ISBN 978-3-86820-151-2.
- 2013 – München: Deutscher Taschenbuch Verlag (übersetzt von Lutz-Werner Wolff mit Anmerkungen und Nachwort), ISBN 978-3-423-14207-6.
- 2014 – Frankfurt: Insel-Verlag (übersetzt von Eike Schönfeld), ISBN 3-458-17596-2.

### Sekundärliteratur
- Houston Baker: A Tragedy of the Artist: „The Picture of Dorian Gray“. In: Nineteenth Century Fiction. 24, 1969.
- Joseph Carroll: Aestheticism, Homoeroticism, and Christian Guilt in „The Picture of Dorian Gray“. In: Philosophy and Literature. 29, 2005.
- Regina Gentz: Das erzählerische Werk Oscar Wildes. Lang, Frankfurt am Main 1995, ISBN 3-631-48849-1 (Zugleich Dissertation an der Universität Essen 1994).
- Michael Patrick Gillespie: Picturing Dorian Gray: Resistant Readings in Wilde’s Novel. In: English Literature in Transition, 1880–1920. 35, 1992.
- Hiltrud Gnüg: Dandy und Narziß. Oscar Wildes Erzählung »The Picture of Dorian Gray«. In: Kult der Kälte. Der klassische Dandy im Spiegel der Weltliteratur. Metzler, Stuttgart 1988, ISBN 3-476-00641-7, S. 292–312.
- Sheldon W. Liebman: Character Design in „The Picture of Dorian Gray“. In: Studies in the Novel. 31, 1999.
- Wolfgang Maier: Oscar Wilde: „The Picture of Dorian Gray“. Eine kritische Analyse der anglistischen Forschung von 1962 bis 1982. Lang, Frankfurt am Main 1984, ISBN 3-8204-5238-9 (Zugleich Dissertation an der Technischen Hochschule Aachen 1984).
- Hans Mayer: »Rollenspiel zwischen Bürgermaske und Skandal«: „Das Bildnis des Dorian Gray“. In: Norbert Kohl (Hrsg.): Oscar Wilde im Spiegel des Jahrhunderts. Insel, Frankfurt am Main / Leipzig 2000, S. 234–242, ISBN 3-458-34339-3.
- Joyce Carol Oates: The Picture of Dorian Gray: Wilde’s Parable of the Fall. In: Critical Inquiry. 7, 1980.
- Manfred Pfister: Oscar Wilde: „The Picture of Dorian Gray“. Fink, München 1986, ISBN 3-7705-2348-2.
- Jörg W. Rademacher: Betrachtungen zur Geschichte von „The Picture of Dorian Gray“ oder: Wer hat Angst vor Wildes Skandalroman? In: Oscar Wilde: Das Bildnis des Dorian Gray. Der unzensierte Wortlaut des Skandalromans. Coesfeld, Elsinor 2012, ISBN 978-3-942788-04-5, S. 189–255.
- Christa Satzinger: The French Influence on Oscar Wilde’s „The Picture of Dorian Gray“ and „Salomé“. Mellen, Lewiston 1994.
- Michael Szczekalla: Zwischen Provokation und Parodie: Gedanken zu „The Picture of Dorian Gray“. In: Oscar Wilde: Das Bildnis des Dorian Gray. Der unzensierte Wortlaut des Skandalromans. Coesfeld, Elsinor 2012, ISBN 978-3-942788-04-5, S. 7–14.